# إسترجعوا البرلمان - لبنان
استرجعوا البرلمان - لبنان  هي حركة سياسية أطلقها عدد من الناشطين اللبنانيين الذين اجتمعوا من خلال مختلف المنظمات الاجتماعية والمبادرات المدنية. وقد لعبت وسائل الإعلام الاجتماعية دورًا هامًا في المساعدة على توسيع المجموعة. تم إنشاء حملة شعبية كبديل للأزمة بين التحالفين السياسيين القائمين في لبنان، تحالف الثامن من آذار وتحالف الرابع عشر من آذار. حشد أعضاء المجموعة المصادر لبناء برنامج انتخابي يعتبر أفضل برنامج سياسي يرغبون في أن يمثله المرشحون. ويدعو هذا البرنامج السياسي لحكومة غير طائفية ديمقراطية علمانية، تجلب الوعي بالعدالة الاجتماعية وتضع حدًا نهائيًا للفساد.

## القيم
- الممارسة التي تعكس المبادئ: تسعى حركة استرجعوا البرلمان جاهدة لتعكس قيمها في تنظيمها الداخلي. 

- بدون ميزانية: لم تعين الحركة أي موظفين؛ وتعتمد مساعيها اعتمادًا كليًا على المتطوعين. 

- الشفافية:تطلب الحركة تبرعات فقط لدفع الرسوم والفواتير اللازمة، وتعهدت بتقديم حساباتها ومصاريفها بطريقة شفافة. 

- الديمقراطية المباشرة: تعزز الحركة الديمقراطية المباشرة كوسيلة داخلية للتنظيم وكنظام ديمقراطي قابل للحياة في لبنان. 

- المساءلة: بنيت هذه الحملة على آليات المساءلة المفتوحة والنزيهة والودية للأفراد والجماعات والقرارات داخل المجموعة.

- التنظيم الشعبي: يؤمن أعضاء الحركة بالنهج التصاعدي للتغيير السياسي في لبنان. فهي لم تسعَ للحملات الإعلامية السائدة وأعلنت عن طرق الأبواب والتأني في التحدث مع الأشخاص بشكل فردي.

- الإيمان بالمستحيل: يعترف أعضاء الحركة أن مشروعهم قد يبدو مستحيلاً، ولكن يصرحون أن لديهم الثقة في سلطة الشعب.

## جدول الأعمال
تم إنشاء حركة استرجعوا البرلمان لتحدي ما تسميه عدم الكفاءة الإجمالية للبرلمانات اللبنانية الحالية والسابقة وانفصالهم عن الحياة اليومية للمواطنين. وحشد أعضاء الحركة المصادر واتصلت بمختلف الخبراء والمنظمات غير الحكومية لوضع أوراق العمل فيما يتعلق بالقضايا التالية::
| الحوكمة (8)           | حقوق الإنسان (5)         | الخدمات العامة (5) | التخطيط المكاني (5)       | الاقتصاد (4)       | البيئة (4)      | الأمن والسياسة الخارجية (3) | الثقافة (3)                           | الإعلام (2)                                         |
| --------------------- | ------------------------ | ------------------ | ------------------------- | ------------------ | --------------- | --------------------------- | ------------------------------------- | --------------------------------------------------- |
| الفساد                | حقوق المرأة              | التعليم            | الأماكن والممتلكات العامة | الاقتصاد           | القضايا البيئية | الأمن                       | السياحة                               | قوانين الإعلام                                      |
| النظام الانتخابي      | حقوق الأشخاص ذوي الإعاقة | الرعاية الصحية     | التخطيط الحضري            | الميزانية والضرائب | إدارة النفايات  | السياسة الخارجية            | الحوار الوطني وحل النزاعات            | إصلاح تكنولوجيا المعلومات والاتصالات وحرية الإنترنت |
| البرلمان              | حقوق العمال والمهاجرين   | المواصلات العامة   | قوانين المرور             | قطاع الزراعة       | قوانين الصيد    | مقاطعة إسرائيل              | ذكرى الحرب المدنية وقانون العفو العام |                                                     |
| العلمانية             | حقوق الأطفال             | الكهرباء           | التراث اللبناني           | التنمية المستدامة  | حقوق الحيوان    |                             |                                       |                                                     |
| القانون المدني        | الحقوق الجنسية           | المياه             | قانون الإيجارات           |                    |                 |                             |                                       |                                                     |
| قانون الأحوال الشخصية | حقوق السجناء             |                    |                           |                    |                 |                             |                                       |                                                     |
| النظام القضائي        |                          |                    |                           |                    |                 |                             |                                       |                                                     |
| الإدارة والبلديات     |                          |                    |                           |                    |                 |                             |                                       |                                                     |

بعض من هذه الصحف متاح بالفعل على موقع حركة استرجعوا البرلمان،  ومن المتوقع أن تتاح بقيتها في موعد أقصاه نهاية إبريل 2013.

## وصلات خارجية
- Take Back Parliament on Facebook
- Take Back Parliament website